# Рихальська
Рихальська — проміжна залізнична станція Коростенської дирекції Південно-Західної залізниці лінії Коростень — Житомир. Розташована у Звягельському районі, біля села Рихальське.
Розташована між станціями Вірівка (11 км) та Вершниця (10 км).
Станція виникла 1916 року. Електрифікована разом із усією лінією Коростень — Звягель І 2006 року. На станції зупиняються приміські поїзди.

## Розклад
- Розклад руху приміських поїздів [Архівовано 5 березня 2016 у Wayback Machine.].